# Categoría Primera A 2024
La Categoría Primera A 2024, nota anche come Liga BetPlay Dimayor 2024 per ragioni di sponsorizzazione, è stata la 77ª edizione della massima serie del campionato di calcio colombiano. Il campionato è iniziato il 19 gennaio 2024 e terminerà nel dicembre 2024.
Come da tradizione, il campionato colombiano attribuisce due titoli nazionali, uno per periodo. Le squadre campione in carica sono il Millonarios, vincitore del titolo di Apertura, e l'Atlético Junior, vincitore del titolo di Clausura.

## Stagione

### Novità
Al termine della scorsa stagione sono state retrocesse Unión Magdalena e Atlético Huila, ultime due classificate in base al promedio. Al loro posto sono stati promossi Patriotas Boyacá e Fortaleza C.E.I.F., prime due classificate della Primera B.

#### Aggiornamenti
Il 16 gennaio 2024, l'Alianza Petrolera ha annunciato il suo spostamento da Barrancabermeja a Valledupar, cambiando anche il suo nome in Alianza e i suoi colori sociali.

### Formula
Il 12 dicembre 2023 la Federazione calcistica della Colombia ha confermato che il formato della stagione 2024 avrebbe seguito lo stesso della stagione 2023. Il campionato rimane quindi diviso in due periodi, Apertura e Clausura. In ognuno di questi periodi, la prima fase è un girone all'italiana con gare di sola andata, per un totale di 19 giornate. Le prime 8 classificate della stagione regolare si qualificano per la seconda fase, nota come cuadrangulares, che consiste in due gironi, ognuno da 8 squadre, che giocano con gare di andata e ritorno, per un totale di 6 ulteriori giornate. Le prime classificate dei due gironi dei cuadrangulares giocano una finale per decretare la squadra campione del periodo.
Le vincenti dei due periodi ottengono la qualificazione alla Coppa Libertadores 2025, insieme con le prime due classificate, non campioni dei periodi, della classifica complessiva (nel caso in cui la stessa squadra vinca sia l'Apertura che la Clausura, sono le prime tre della classifica complessiva a qualificarsi). In base alla classifica complessiva dei due periodi, altre tre squadre si qualificano per la Coppa Sudamericana 2025, insieme con la vincente della Copa Colombia.
Le ultime due classificate in base al promedio, la classifica che tiene conto dei piazzamenti dalla stagione 2022 in poi, sono retrocesse in Categoría Primera B.

## Squadre partecipanti
| Club                   | Città        | Stagione precedente                                                |
| ---------------------- | ------------ | ------------------------------------------------------------------ |
| Águilas Doradas        | Rionegro     | 4° nel Cuadrangular A - Apertura; 3° nel Cuadrangular A - Clausura |
| Alianza                | Valledupar   | 2° nel Cuadrangular A - Apertura; 9° in Clausura                   |
| América de Cali        | Cali         | 2° nel Cuadrangular B - Apertura; 4° nel Cuadrangular B - Clausura |
| Atlético Bucaramanga   | Bucaramanga  | 15° in Apertura; 11° in Clausura                                   |
| Atlético Junior        | Barranquilla | 9° in Apertura; Campione di Clausura                               |
| Atlético Nacional      | Medellín     | Finalista di Apertura; 3° nel Cuadrangular B - Clausura            |
| Boyacá Chicó           | Tunja        | 3° nel Cuadrangular B - Apertura; 18° in Clausura                  |
| Deportes Tolima        | Ibagué       | 13° in Apertura; 2° nel Cuadrangular A - Clausura                  |
| Deportivo Cali         | Palmira      | 14° in Apertura; 4° nel Cuadrangular A - Clausura                  |
| Deportivo Pasto        | Pasto        | 3° nel Cuadrangular A - Apertura; 12° in Clausura                  |
| Deportivo Pereira      | Pereira      | 12° in Apertura; 17° in Clausura                                   |
| Envigado               | Envigado     | 16° in Apertura; 20° in Clausura                                   |
| Fortaleza C.E.I.F.     | Bogotà       | 4° nel Cuadrangular B - Apertura                                   |
| Independiente Medellín | Medellín     | 10° in Apertura; Finalista di Clausura                             |
| Jaguares               | Montería     | 18° in Apertura; 1° in Clausura                                    |
| La Equidad             | Bogotà       | 11° in Apertura; 10° in Clausura                                   |
| Millonarios            | Bogotà       | Campione di Apertura; 2° nel Cuadrangular B - Clausura             |
| Once Caldas            | Manizales    | 17° in Apertura; 14° in Clausura                                   |
| Patriotas Boyacá       | Tunja        | 1° in Primera B                                                    |
| Santa Fe               | Bogotà       | 10° in Apertura; 13° in Clausura                                   |

## Apertura
Il Torneo Apertura è iniziato il 19 gennaio e terminato il 9 giugno.

### Classifica
|  | Pos. | Squadra                | Pt | G  | V  | N | P  | GF | GS | DR  |
|  | ---- | ---------------------- | -- | -- | -- | - | -- | -- | -- | --- |
|  | 1.   | Atlético Bucaramanga   | 38 | 19 | 11 | 5 | 3  | 24 | 10 | +14 |
|  | 2.   | Deportes Tolima        | 38 | 19 | 11 | 5 | 3  | 31 | 18 | +13 |
|  | 3.   | Deportivo Pereira      | 34 | 19 | 10 | 4 | 5  | 28 | 18 | +10 |
|  | 4.   | Santa Fe               | 34 | 19 | 10 | 4 | 5  | 22 | 12 | +10 |
|  | 5.   | La Equidad             | 33 | 19 | 9  | 6 | 4  | 22 | 14 | +8  |
|  | 6.   | Millonarios            | 31 | 19 | 9  | 4 | 6  | 28 | 20 | +8  |
|  | 7.   | Atlético Junior        | 29 | 19 | 8  | 5 | 6  | 24 | 21 | +3  |
|  | 8.   | Once Caldas            | 29 | 19 | 8  | 5 | 6  | 16 | 16 | 0   |
|  | 9.   | Independiente Medellín | 29 | 19 | 8  | 5 | 6  | 22 | 31 | -9  |
|  | 10.  | América de Cali        | 25 | 19 | 6  | 7 | 6  | 22 | 16 | +6  |
|  | 11.  | Águilas Doradas        | 25 | 19 | 7  | 4 | 8  | 20 | 19 | +1  |
|  | 12.  | Atlético Nacional      | 24 | 19 | 6  | 6 | 7  | 21 | 20 | +1  |
|  | 13.  | Fortaleza C.E.I.F.     | 24 | 19 | 6  | 6 | 7  | 18 | 20 | -2  |
|  | 14.  | Jaguares               | 22 | 19 | 5  | 7 | 7  | 17 | 20 | -3  |
|  | 15.  | Deportivo Cali         | 21 | 19 | 5  | 6 | 8  | 24 | 24 | 0   |
|  | 16.  | Deportivo Pasto        | 19 | 19 | 5  | 4 | 10 | 15 | 21 | +6  |
|  | 17.  | Boyacá Chicó           | 18 | 19 | 5  | 3 | 11 | 22 | 35 | -13 |
|  | 18.  | Envigado               | 16 | 19 | 3  | 7 | 9  | 15 | 25 | -10 |
|  | 19.  | Alianza                | 16 | 19 | 4  | 4 | 11 | 15 | 29 | -14 |
|  | 20.  | Patriotas Boyacá       | 15 | 19 | 4  | 3 | 12 | 8  | 25 | -17 |

Legenda:
      Ammessa al Cuadrangular.

### Cuadrangular

#### Girone A
|  | Pos. | Squadra              | Pt | G | V | N | P | GF | GS | DR |
|  | ---- | -------------------- | -- | - | - | - | - | -- | -- | -- |
|  | 1.   | Atlético Bucaramanga | 8  | 6 | 2 | 2 | 2 | 4  | 3  | +1 |
|  | 2.   | Millonarios          | 8  | 6 | 2 | 2 | 2 | 6  | 5  | +1 |
|  | 3.   | Deportivo Pereira    | 8  | 6 | 2 | 2 | 2 | 7  | 8  | -1 |
|  | 4.   | Atlético Junior      | 8  | 6 | 2 | 2 | 2 | 5  | 6  | -1 |

Legenda:
      Ammessa alla Finale.

#### Girone B
|  | Pos. | Squadra         | Pt | G | V | N | P | GF | GS | DR  |
|  | ---- | --------------- | -- | - | - | - | - | -- | -- | --- |
|  | 1.   | Santa Fe        | 16 | 6 | 5 | 1 | 0 | 8  | 1  | +7  |
|  | 2.   | Deportes Tolima | 10 | 6 | 3 | 1 | 2 | 9  | 6  | +3  |
|  | 3.   | Once Caldas     | 8  | 6 | 2 | 2 | 2 | 5  | 4  | +1  |
|  | 4.   | La Equidad      | 0  | 6 | 0 | 0 | 6 | 3  | 14 | -11 |

Legenda:
      Ammessa alla Finale.

### Finale
| Arbitro: | Wilmar Roldán |

|                |           |  |
| Hinestroza 69’ | Marcatori |  |

| Arbitro: | Carlos Betancur |

|                                                           |                      |                                                  |
| Rodallega 10’ Millán 84’ Rodríguez 90’ (rig.)             | Marcatori            | 30’ Córdoba 48’ Mosquera                         |
| Chaverra Rodríguez Ortiz Perlaza Rodallega Zuluaga Millán | Tiri di rigore 5 – 6 | Mosquera Henao Micolta Flores Mena Zárate Castro |

Con il risultato aggregato di 3-3 (6-5 dopo i calci di rigore), l'Atlético Bucaramanga si laurea campione del Apertura 2024 (il 1º titolo della sua storia).

## Clausura
Il Torneo Clausura è iniziato il 15 luglio e terminerà il 15 dicembre.

### Classifica
|  | Pos. | Squadra                | Pt | G  | V  | N | P  | GF | GS | DR  |
|  | ---- | ---------------------- | -- | -- | -- | - | -- | -- | -- | --- |
|  | 1.   | Santa Fe               | 37 | 19 | 10 | 7 | 2  | 26 | 12 | +14 |
|  | 2.   | América de Cali        | 37 | 19 | 11 | 4 | 4  | 27 | 16 | +11 |
|  | 3.   | Millonarios            | 35 | 19 | 10 | 5 | 4  | 27 | 13 | +14 |
|  | 4.   | Deportes Tolima        | 34 | 19 | 10 | 4 | 5  | 25 | 12 | +13 |
|  | 5.   | Atlético Nacional      | 32 | 19 | 9  | 5 | 5  | 27 | 20 | +7  |
|  | 6.   | Atlético Junior        | 31 | 19 | 8  | 7 | 4  | 26 | 16 | +10 |
|  | 7.   | Once Caldas            | 31 | 19 | 9  | 4 | 6  | 21 | 19 | +2  |
|  | 8.   | Deportivo Pasto        | 30 | 19 | 9  | 3 | 7  | 25 | 18 | +7  |
|  | 9.   | Independiente Medellín | 29 | 19 | 7  | 8 | 4  | 23 | 15 | +8  |
|  | 10.  | Atlético Bucaramanga   | 28 | 19 | 8  | 4 | 7  | 21 | 17 | +4  |
|  | 11.  | Fortaleza C.E.I.F.     | 27 | 19 | 7  | 6 | 6  | 23 | 20 | +3  |
|  | 12.  | Deportivo Pereira      | 27 | 19 | 7  | 6 | 6  | 19 | 18 | +1  |
|  | 13.  | La Equidad             | 22 | 19 | 5  | 7 | 7  | 20 | 26 | -6  |
|  | 14.  | Águilas Doradas        | 21 | 19 | 5  | 6 | 8  | 18 | 27 | -9  |
|  | 15.  | Patriotas Boyacá       | 20 | 19 | 5  | 5 | 9  | 23 | 29 | -6  |
|  | 16.  | Alianza                | 17 | 19 | 4  | 5 | 10 | 17 | 25 | -8  |
|  | 17.  | Deportivo Cali         | 17 | 19 | 4  | 5 | 10 | 15 | 28 | -13 |
|  | 18.  | Jaguares               | 15 | 19 | 3  | 6 | 10 | 9  | 24 | -15 |
|  | 19.  | Boyacá Chicó           | 15 | 19 | 4  | 3 | 12 | 13 | 34 | -21 |
|  | 20.  | Envigado               | 13 | 19 | 3  | 4 | 12 | 9  | 25 | -16 |

Legenda:
      Ammessa al Cuadrangular.

### Cuadrangular

#### Girone A
|  | Pos. | Squadra           | Pt | G | V | N | P | GF | GS | DR  |
|  | ---- | ----------------- | -- | - | - | - | - | -- | -- | --- |
|  | 1.   | Atlético Nacional | 13 | 6 | 4 | 1 | 1 | 13 | 4  | +9  |
|  | 2.   | Millonarios       | 12 | 6 | 3 | 3 | 0 | 7  | 4  | +3  |
|  | 3.   | Deportivo Pasto   | 7  | 6 | 2 | 1 | 3 | 5  | 6  | -1  |
|  | 4.   | Santa Fe          | 1  | 6 | 0 | 1 | 5 | 2  | 13 | -11 |

Legenda:
      Ammessa alla Finale.

#### Girone B
|  | Pos. | Squadra         | Pt | G | V | N | P | GF | GS | DR |
|  | ---- | --------------- | -- | - | - | - | - | -- | -- | -- |
|  | 1.   | Deportes Tolima | 10 | 6 | 3 | 1 | 2 | 7  | 7  | 0  |
|  | 2.   | Once Caldas     | 9  | 6 | 2 | 3 | 1 | 8  | 5  | +3 |
|  | 3.   | Atlético Junior | 7  | 6 | 2 | 1 | 3 | 7  | 8  | -1 |
|  | 4.   | América de Cali | 7  | 6 | 2 | 1 | 3 | 6  | 8  | -2 |

Legenda:
      Ammessa alla Finale.

### Finale
| Arbitro: | Carlos Betancur |

|             |           |              |
| Ramírez 75’ | Marcatori | 35’ Asprilla |

| Arbitro: | Carlos Ortega |

|                      |           |  |
| Morelos 6’ Román 31’ | Marcatori |  |